# John Lambert
Pour les articles homonymes, voir John Lambert (homonymie) et Lambert.
John Lambert (1619-1683) a servi comme général dans l'armée parlementaire lors de la Première Révolution anglaise.

## Interrègne
Lorsque le Parlement croupion est réinstauré à la retraite de Richard Cromwell, Lambert devient membre du Committee of Safety et du Council of State. 
En novembre 1659, Lambert est envoyé avec de fortes troupes pour aller à la rencontre de George Monck, qui était au commandement des forces anglaises en Écosse. Lambert devait négocier avec lui ou le forcer à se soumettre à la volonté du Parlement. Avec le support de Thomas Fairfax, Monck parvient toutefois à prendre la direction du sud. L'armée de Lambert se désagrège face aux pressions de Monck, et il rentre quasiment seul à Londres, la plupart de ses soldats ayant déserté. Monck marche donc sur Londres sans aucune opposition. En mars 1660, Lambert est emprisonné dans la tour de Londres.

## Littérature
Apparait dans le roman de Alexandre Dumas, "Le vicomte de Bragelonne", troisième et dernier opus des aventures de d'Artagnan après "Les trois mousquetaires" puis "Vingt ans après". 